# Urshanabi
Urshanabi o Ursanabi è il traghettatore delle acque dei morti nella mitologia sumera.

## Nel mito
Si legge di lui soprattutto in occasione del viaggio di Gilgamesh, quando sotto consiglio di Siduri chiede il suo aiuto per essere traghettato nelle acque dei morti.
Al momento dell'incontro Urshanabi chiede al re chi è e cosa si facesse in quel luogo, e lui felice risponde che stava cercando un suo caro amico morto da poco. Il traghettatore gli risponde che prima doveva compiere alcune prove e solo in seguito ritornare.
Tornato ed eseguito il tutto, lo trasporta sino all'incontro con Utnapistim (chiamato anche Ziusudra) nella mitologia sumera, eroe del Diluvio.

## Etimologia
Il suo nome significa "colui che ha trovato la vita eterna".